# 18. stoletje pr. n. št.
Osemnajsto stoletje pr. n. št. obsega leta od 1800 pr. n. št. so vključno 1701 pr. n. št.
3. tisočletje pr. n. št. | 2. tisočletje pr. n. št. | 1. tisočletje pr. n. št.
(19. stoletje pr. n. št. - 18. stoletje pr. n. št. - 17. stoletje pr. n. št. - druga stoletja)

## Kronologija
- Kronologija 18. stoletja pr. n. št. zajema pregled najpomembnejših svetovnih dogodkov v tem stoletju.

## Glavni dogodki
- Hamurabi, si je pokoril druga mezopotamska mesta in ustanovil državo, ki je segala od severnega Evfrata do Perzijskega zaliva.
- Indijsko civilizacijo, ki je bila že v zatonu je okoli leta 1760 pr. n. št. uničil vdor Arijcev.
- Hiksi so se dokončno ustalili na območju Nilove delte in prevzeli egipčansko kulturo.

## Dogodki v Evropi
- Pogrebni obred se je spremenil. Namesto skrčenih skeletov so v tem obdobju uvedli iztegnjeni pokop trupla. Med glavne lokacije najdb takih grobov spada Drnovo pri Krškem.[1]
- Bronasta doba z bronom kot novo pridobitvijo materialne kulture se je pričela okoli leta 1800 pr. n. št. Iz tega obdobja je dobro raziskano naselje Vatin pri Vršcu.

## Religija in filozofija
- Hurrijci, ki so v tem času vdrli v zgornjo Mezopotamijo, so seboj prinesli prvine sumerskih verovanj na sever vse do ozemlja Hetitov

## Umetnost in arhitektura
- Minojske palače  v mestu Knososu so obnovili in povečali.
- Okoli leta 1760 pr. n. št so minojski lončarji, ki so se specializirali za različne vrste izdelkov že izdelovali odlično keramiko.

## Pomembne osebnosti
- Hamurabi, vladar Babilonije

## Izumi, odkritja, tehnologija
- Hamurabijev zakonik
- V Mezopotamiji so vlivali bron. Predmete so modelirali ali plastično oblikovali v vosku, ki so ga nato prekrili z glino; vosek se je pri vlivanju stopil ter tako napravil kalup za staljeno kovino.

## Smrti
- 1750 pr. n. št. - Hamurabi